# Bathyplectes exiguus
Bathyplectes exiguus là một loài tò vò trong họ Ichneumonidae.